# Alegeri locale în Kazahstan, 2021
Alegeri locale au avut loc în Kazahstan duminică, 10 ianuarie 2021, pentru a alege un total de 3.335 de consilieri ai maslihatelor (consilii), care include 488 de consilieri regionali și 2.847 de consilieri municipali. Acestea sunt primele alegeri din Kazahstan organizate în cadrul sistemului de reprezentare proporțională a partidelor, care a fost adoptat în 2018, oferind partidelor politice un rol în cursele locale. Alegerile locale au avut loc în același timp ca și cele legislative din 2021.